# 骨髄増殖性腫瘍
骨髄増殖性腫瘍（こつずいぞうしょくせいしゅよう、英名：Myeloproliferative neoplasms、略称：MPN）とは、骨髄系腫瘍の一つであり、造血幹細胞レベルの遺伝子変異から幼若細胞から成熟細胞までの各成熟段階の血液細胞が骨髄で異常増殖を起こす疾患である。すなわち分化障害のない腫瘍性の疾患である。ただし原発性骨髄線維症ではやがて骨髄が線維化して血液細胞は減少する。したがって急性骨髄性白血病の場合白血球裂孔が存在するのに対して、慢性骨髄増殖性疾患である慢性骨髄性白血病では白血球裂孔が存在しない。また悪性リンパ腫との差としてはWHO分類で示されているように悪性リンパ腫は由来細胞で分類される。多くの場合、骨髄増殖性疾患とは慢性型の事を言う。
尚、骨髄増殖性腫瘍はWHO分類では、骨髄増殖性疾患（こつずいぞうしょくせいしっかん、英名：Myeloproliferative disease、略称：MPD）から2008年改訂のWHO分類第4版にて改名されたものである。骨髄増殖性疾患(MPD)の名称も2010年現在、一般的に使われているが、両者は同じ疾患群のことを示している。

## 種類
慢性骨髄性白血病Chronic Myelogenous Leukemia：CML
CMLはPhiladelphia染色体が原因で顆粒球系の増加が著しい。
NAPスコアが低下しているのが特徴である。
Philadelphia染色体ターゲットとした特効薬イマチニブメシル酸塩（商品名グリベック）が2001年承認され: 現在第一選択薬になっている。未治療の自然経過では数年の後に100％急性転化を起こし、急性白血病となる。
真性多血症（真性赤血球増加症）Polycythemia Vera：PV
赤血球系の増加が著しい　ほぼ全例でV617F変異JAK2遺伝子がみつかっている。自然経過では急性転化はまれである。
原発性骨髄線維症Myelofibrosis：MF
骨髄間質細胞の増加が著しい。骨髄線維症の予後は悪く、平均生存期間は5年ほどである。20％から30％は末期に急性白血病を引き起こすことが知られている。無症状であれば治療は経過観察であり、貧血に対してはタンパク同化ホルモン、巨脾と白血球数のコントロールにはヒドロキシ尿素と放射線治療が行われる。これらは支持療法であり、同種造血幹細胞移植が唯一の治癒的治療法である。骨髄線維症の三徴としては、骨髄の広範な線維化および、髄外造血による著しい肝脾腫、末梢血の白赤芽球症が有名である。白赤芽球症は赤芽球と顆粒球の幼若細胞が末梢血中にみられることで、leukoerythoroblastosisといい、骨髄線維症、癌の骨髄浸潤、粟粒結核で有名である。
本態性血小板血症Essential Thrombocythemia：ET
血小板の増加が著しい。自然経過では急性転化はまれである。
慢性好中球性白血病 Chronic Neutrophilic Leukemia：CNL
白血球の一種類、好中球が顕著に増加する。CMLに似るがPhiladelphia染色体は存在せず、NAPスコアは低下しない。非常に希である。
慢性好酸球性白血病/特発性好酸球増加症候群（CEL/HES）
白血球の一種好酸球が増加し、多くの臓器に好酸球が湿潤し傷害する。
分類不可能型
PVのほぼ全例、MF、ETのおおよそ半数においてチロシンキナーゼJak2遺伝子の点突然変異が発見され、JAK2V617F変異融合遺伝子と呼ばれている。これをターゲットとした創薬が研究され、JAK1/JAK2を標的とするチロシンキナーゼ阻害剤であるルキソリチニブが、原発性骨髄線維症に対する治療薬として承認申請中である。

## ドライタップに関して
ドライタップを起こす疾患としては、慢性骨髄性白血病の急性転化、骨髄線維症、癌の骨髄浸潤が知られている。骨髄線維症に関しては少々定義が複雑である。骨髄増殖性疾患としては慢性骨髄性白血病は顆粒球系の増加が著しく、真性多血症では赤血球系の増加が著しく、本態性血小板血症では血小板の増加が著しく、骨髄線維症では骨髄間質細胞の増加が著しいのが特徴とされている。ところが骨髄の間質細胞がクローナルに増殖したという報告は存在しない。巨核球の異常クローンがサイトカインを分泌した二次的な結果なのではないのかと考えられている。骨髄線維症は特発性と二次性に分かれる。二次性に発生するものとして未治療の白血病やMDSは含まない。
特発性骨髄線維症
急性の経過をとるものとして、MDSに伴うもの、AMLに伴うものが知られている。特にAML-M7（急性巨核芽球性白血病）での骨髄線維症は有名である。慢性の経過をとるものとしては原発性骨髄線維症、ほかの骨髄増殖性疾患でも骨髄線維症を合併することがある。